# Ленды
Ленды (укр. Ленди) — село, входит в Обуховский район Киевской области Украины.
Население по переписи 2001 года составляло 110 человек. Почтовый индекс — 08700. Телефонный код — 4572. Занимает площадь 0,47 км².

## Местный совет
08700, Київська обл., Обухівський р-н, м.Обухів, вул. Київська, 10